# (36768) 2000 RA93
2000 RA93 (asteroide 36768) é um asteroide da cintura principal. Possui uma excentricidade de 0.29088570 e uma inclinação de 8.48333º.
Este asteroide foi descoberto no dia 3 de setembro de 2000 por LINEAR em Socorro.